# Cervonoarmiiske, Solone
Cervonoarmiiske (în ucraineană Червоноармійське) este un sat în comuna Dzerjînivka din raionul Solone, regiunea Dnipropetrovsk, Ucraina.

## Demografie
Componența lingvistică a localității Cervonoarmiiske
     Ucraineană (76,67%)
     Rusă (22,96%)
     Alte limbi (0,37%)
Conform recensământului din 2001, majoritatea populației localității Cervonoarmiiske era vorbitoare de ucraineană (76,67%), existând în minoritate și vorbitori de rusă (22,96%).